# Ricardo Costa (Fußballspieler)
Ricardo Miguel Moreira da Costa [ʁiˈkaɾðu ˈkɔʃtɐ] (* 16. Mai 1981 in Vila Nova de Gaia) ist ein ehemaliger portugiesischer Fußballspieler.

## Karriere
Costa stammt aus der Jugend von Boavista Porto und wechselte mit 18 Jahren zum Lokalrivalen FC Porto. Sein Profidebüt für den FC gab er 2002 gegen Boavista. Er gehörte dem portugiesischen Serienmeister während einer der erfolgreichsten Zeiten der Vereinsgeschichte an, als man erst 2003 den UEFA-Pokal und im Jahr darauf die Champions League und anschließend auch den Weltpokal gewinnen konnte. Außerdem wurde der FC Porto in seinen sechs Jahren in der ersten Mannschaft dort viermal Landesmeister und zweimal Pokalsieger. Trotzdem gelang es Costa nicht, zum festen Stammspieler zu werden. In seiner persönlich erfolgreichsten Saison 2004/05 brachte er es auf 24 Saisoneinsätze. Nachdem er 2006/07 nur achtmal zum Einsatz gekommen war, entschloss er sich zu einem Wechsel ins Ausland.
Seit der Saison 2007/08 war er für den VfL Wolfsburg aktiv. Jedoch zog er sich bereits in der ersten Pokalrunde vor Ligastart einen Kreuzbandriss zu. Am 13. Spieltag konnte er aber bereits seinen Bundesligaeinstand feiern und spielte von da an bis zum Saisonende in fast allen Partien (20 Spiele, 2 Tore). In seinem zweiten Jahr bei den Wölfen kam der Portugiese nur in der Vorrunde zum Einsatz und wollte deshalb den Verein wieder verlassen. Nach dem Gewinn der deutschen Meisterschaft und dem Weggang von Trainer Magath entschloss er sich, zum spanischen Erstligisten Real Saragossa zu wechseln. Der bereits als sicher geltende Wechsel kam jedoch aufgrund von Abweichungen zu vorherigen Absprachen im Vertrag nicht zustande. Am 28. Januar 2010 wechselte Costa schließlich zum OSC Lille. Ein halbes Jahr später unterschrieb er schließlich einen Vertrag beim spanischen Erstligisten FC Valencia.
Im Sommer 2014 wurde der Vertrag aufgelöst. Costa schloss sich daraufhin dem katarischen Klub al-Sailiya an, kehrte aber bereits nach sechs Monaten nach Europa zurück und unterschrieb für eineinhalb Jahre bei PAOK Saloniki. Im Februar 2016 wechselte er zurück nach Spanien zum FC Granada.
Am 8. Juli 2016 wechselte er in die Schweiz zum FC Luzern in die Super League, wo er einen Vertrag bis Ende Juni 2018 mit Option unterschrieb. Im Juni 2017 wurde sein Vertrag mit dem FC Luzern vorzeitig aufgelöst.

### Nationalmannschaft
Bereits in der Jugend spielte Costa für portugiesische Jugendnationalmannschaften und wurde mehrmals für die U21-Nationalmannschaft nominiert. Er war unter anderem auch Teil der Mannschaft bei den Olympischen Spielen 2004 in Athen. Für die portugiesische A-Nationalmannschaft nahm er an der WM 2006 und an der WM 2010 teil.

## Titel und Erfolge
- UEFA Champions League: 2004
- UEFA-Pokal: 2003
- Weltpokal: 2004
- Portugiesischer Meister: 2003, 2004, 2006, 2007
- Portugiesischer Pokalsieger: 2003, 2006
- Portugiesischer Supercupsieger: 2003, 2004, 2006
- Deutscher Meister: 2009